# O'Donnell Peak
O'Donnell Peak är en bergstopp i Antarktis. Den ligger i Östantarktis. Nya Zeeland gör anspråk på området. Toppen på O'Donnell Peak är 2 841 meter över havet.
Terrängen runt O'Donnell Peak är huvudsakligen kuperad, men åt nordväst är den platt. Trakten är obefolkad. Det finns inga samhällen i närheten. 